# Barkhan
Barkhan (en urdu: بارخان‎) es una localidad de Pakistán, en la provincia de Baluchistán.

## Demografía
Según estimación 2010 contaba con 7526 habitantes.